# Cerro Navia
Cerro Navia est une commune du Chili, située dans la province et la région métropolitaine de Santiago.

## Géographie

### Situation

Localisation de Cerro Navia (en rouge) au sein de l'agglomération de Santiago.

La commune s'étend sur 11 km2 dans le nord-ouest de l'agglomération de Santiago, autour d'une colline qui lui donne son nom.

## Histoire
La commune est créée le 17 mars 1981 à partir de la division de l'ancienne commune de Barrancas.

## Population et société

### Démographie
La population s'élevait à 128 090 habitants en 2012 et à 132 622 habitants en 2017.

## Politique et administration
La commune est dirigée par un maire et huit conseillers élus pour un mandat de quatre ans. Les dernières élections ont eu lieu les 26 et 27 octobre 2024.
| Période                                  | Période         | Identité           | Étiquette   | Qualité |
| ---------------------------------------- | --------------- | ------------------ | ----------- | ------- |
| Les données manquantes sont à compléter. |                 |                    |             |         |
| 6 décembre 1996                          | 6 décembre 2008 | Cristina Girardi   | PPD         |         |
| 6 décembre 2008                          | 6 décembre 2016 | Luis Plaza Sánchez | RN          |         |
| 6 décembre 2016                          | En cours        | Mauro Tamayo       | indépendant |         |

## Transports
La commune est desservie par le réseau d'autobus Red de l'agglomération de Santiago.